# 티빵꼰 랏사미촛
티빵꼰 랏사미촛 왕자(태국어: ทีปังกรรัศมีโชติ, 2005년 4월 29일~ )은 태국의 왕자이다. 태국 국왕 마하 와치랄롱꼰과 스리라스미 수와디 전 왕세자비 사이에서 태어났으며, 푸미폰 야둔야뎃의 손자이다. 부왕 라마 10세의 뒤를 이을 태국 왕위 계승 1순위(추정상속인) 그의 정식 명칭은 솜뎃 프라짜오록야트 짜오파 티빵꼰 랏사미촛 마하와치롯따망꾼 시리위분랏꾸만(태국어: สมเด็จพระเจ้าลูกยาเธอ เจ้าฟ้าทีปังกรรัศมีโชติ มหาวชิโรตตมางกูร สิริวิบูลยราชกุมาร)이다.

## 가족 관계

### 조부모와 부모
- 조부 : 태국 라마 9세국왕
- 조모 : 시리낏왕태후
- 부친 : 태국 라마 10세국왕
- 모친 : 스리랏 수와디숙녀